# Daphne tripartita
Daphne tripartita är en tibastväxtart som beskrevs av H.F. Zhou och C.Y. Chang. Daphne tripartita ingår i släktet tibaster, och familjen tibastväxter. Inga underarter finns listade i Catalogue of Life.